# Plicopurpura columellaris
Plicopurpura columellaris (Synonym: Plicopurpura pansa) ist der Name einer Schnecke aus der Familie der Stachelschnecken, die im Ostpazifik verbreitet ist.

## Merkmale
Das etwas länglich eiförmige, dickwandige, schwarzbraune Schneckenhaus von Plicopurpura columellaris, das bei ausgewachsenen Schnecken eine Länge von etwa 8 cm erreicht, hat ein niedriges, vom Körperumgang deutlich abgesetztes Gewinde. Die beiden letzten, gewölbten Windungen sind mit flachen Querrippen und feinen Reifen besetzt, undeutlich schief längsgefurcht, die Rippen durch vorstehende, teilweise schuppenartige, teilweise aber rau durch feste dreieckige Höcker sowie durch schwach vertiefte Linien skulpturiert und die basale Wulst steil herangebogen knotig geringelt. Die lange und schmale, leicht eiförmige Gehäusemündung hat eine regelmäßig gebogene, gekerbte und verdickte Lippe mit zahnartigen Falten, die teilweise in Paaren beisammen stehen, und am inneren Rand kurze, breite, braun gefärbte Furchen. Der weiße Schlund des Schneckenhauses weist einige starke Reifen auf. Die stark glänzende Spindel ist breit und eingesenkt. Die schwach glänzende Oberfläche der Schale ist schwarzbraun mit Übergang nach purpurbraun. Die Gehäusemündung ist hell rötlich gefärbt, die Innenseite der Lippe orangerot gesäumt, die Spindel gelblich-orange mit brauner Zeichnung.

## Verbreitung und Lebensraum
Plicopurpura columellaris an der mittelamerikanischen Pazifikküste in der Gezeitenzone auf felsigen Untergründen zu finden.

## Lebenszyklus
Wie andere Neuschnecken ist Plicopurpura columellaris getrenntgeschlechtlich. Nach der Begattung kommen Weibchen zusammen, um mattenförmige Gelege mit gestielten Eikapseln abzulegen, aus denen dann Veliger-Larven schlüpfen.

## Ernährung
Plicopurpura columellaris frisst Schnecken – an der Pazifikküste Panamas insbesondere die Kahnschnecke Nerita scabricosta –, die sie angreift, indem sie ihre Proboscis unter das Operculum presst.

## Status der Arten
Plicopurpura columellaris wurde 1822 von Jean-Baptiste de Lamarck als Purpura columellaris erstbeschrieben. Wie die anderen mittelamerikanischen Purpurschnecken wurde sie über 100 Jahre lang mit nordamerikanischen und europäischen sowie mit indopazifischen Arten zur Gattung Purpura zusammengefasst. Von der in europäischen Gewässern lebenden Nordischen Purpurschnecke unterscheidet sie sich beispielsweise durch ihre Entwicklung über eine frei schwimmende Veliger-Larve und ein stärker auf Schnecken als Beutetiere ausgerichtetes Nahrungsspektrum. Die heute unter Plicopurpura zusammengefassten mittelamerikanischen Purpurschneckenarten wurden als letzte aus der Gattung Purpura ausgegliedert, die nunmehr nur noch drei Arten des Indopazifik umfasst, die sich ebenfalls über frei schwimmende Veliger-Larven entwickeln.
Zu den mittelamerikanischen Purpurschnecken gehören auch die 1853 von Augustus Addison Gould als Purpura pansa beschriebenen Schneckenindividuen, deren charakteristische Gehäuseformen laut Untersuchen von Wellington und Kuris phänotypisch bedingt sind: Die dickwandigere Purpura columellaris ist hiernach ein durch langsameres Wachstum bedingtes Endstadium der als Purpura pansa bezeichneten Form, wobei Purpura columellaris als älterer Artname vorgeschlagen wird. Durch die Zuordnung zur Gattung Plicopurpura sind nunmehr Purpura columellaris und Purpura pansa Synonyme von Plicopurpura columellaris.